# 55 (število)
55 (pétinpétdeset) je naravno število, za katero velja velja 55 = 54 + 1 = 56 - 1.

## V matematiki
- sestavljeno število.
- polpraštevilo.
- četrto Kaprekarjevo število.
- peto kvadratno piramidno število {\displaystyle 55=5(5+1)(2\cdot 5+1)/6\,\!}, oziroma vsota kvadratov prvih pet števil:

{\displaystyle 55=1^{2}+2^{2}+3^{2}+4^{2}+5^{2}\,\!}.
- deseto trikotniško število {\displaystyle 55=10(10+1)/2\,\!}.
- Fibonaccijevo število 55 = 21 + 34.
- sedemkotniško število.

## V znanosti
- vrstno število 55 ima cezij (Cs).

## Drugo

### Leta
- 455 pr. n. št., 355 pr. n. št., 255 pr. n. št., 155 pr. n. št., 55 pr. n. št.
- 55, 155, 255, 355, 455, 555, 655, 755, 855, 955, 1055, 1155, 1255, 1355, 1455, 1555, 1655, 1755, 1855, 1955, 2055, 2155